# Émile Demangel

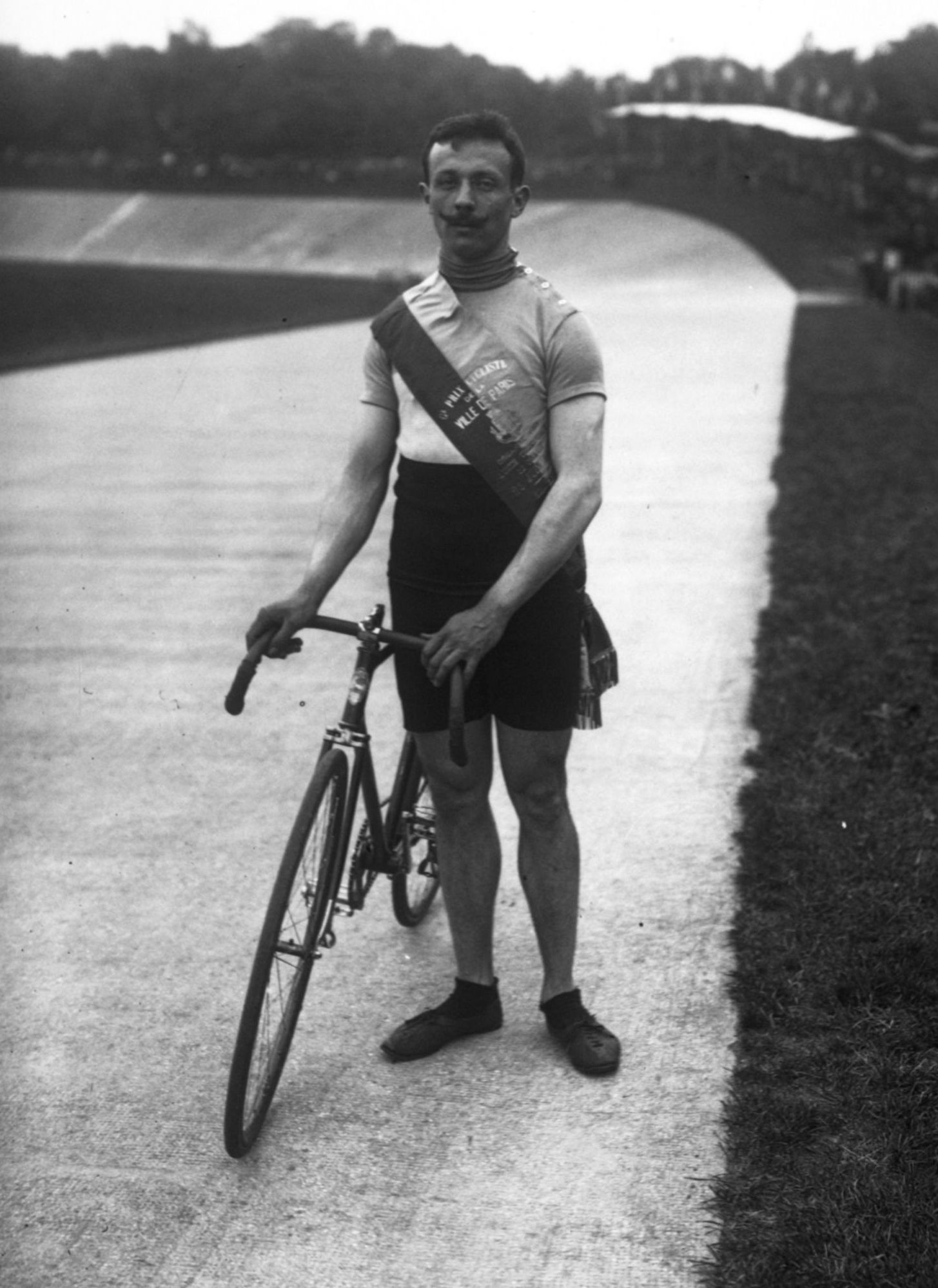
Èmile Demangel (1908)

Émile Joseph Demangel (* 20. Juni 1882 in La Chapelle-aux-Bois; † 11. Oktober 1968 in Xertigny) war ein französischer Bahnradsportler.
1906 startete Émile Demangel bei den Olympischen Zwischenspielen in Athen und wurde Vierter im Zeitfahren über 333,3 Meter sowie im Rennen über 5000 Meter. 1908 war sein erfolgreichstes Jahr: Bei den Olympischen Spielen in London errang er Silber im Sprint und wurde mit der französischen Mannschaft Fünfter in der Mannschaftsverfolgung, bei den Bahn-Weltmeisterschaften in Leipzig wurde er Dritter im Sprint und gewann den renommierten Grand Prix de Paris für Amateure. Im selben Jahr stellte er am 24. August mit 34,24 Sekunden einen Weltrekord über 500 Meter auf. 1910 erreichte er beim Grand Prix de Paris nochmals einen dritten Platz.
In seinem letzten Wohnort Xertigny ist eine Straße nach Demangel benannt. Seinen Grabstein auf dem dortigen Friedhof zieren die olympischen Ringe.